# Sigrid Romero
Sigrid Romero (sinh ngày 22 tháng 5 năm 1989 tại Cali) là một vận động viên đến từ Colombia, là một vận động viên thi đấu bộ môn bắn cung.

## Đầu đời
Romero sinh ra ở Cali, Colombia, con gái của Ramon Romero và Patricia Duque. Tên của cô trong tiếng Đức có nghĩa là rước chiến thắng, lúc đầu cô đã thử bơi lội và thể dục dụng cụ khi cô 10 tuổi. Cô bắt đầu sự nghiệp bắn cung vào năm 2003, nơi cô xuất sắc trong một cuộc thi quốc gia ở Bogota, nơi đã giành được năm huy chương vàng.

## Thế vận hội mùa hè 2008
Tại Thế vận hội mùa hè 2008 ở Bắc Kinh Romero đã hoàn thành vòng xếp hạng của mình với tổng số 551 điểm. Điều này khiến cô được xếp ở vị trí thứ 62 cho vòng cạnh tranh cuối cùng trong đó cô ấy phải đối mặt với Joo Hyun-Jung ở vòng đầu tiên. Với số điểm chỉ 98 điểm, cô đã không thể ngăn chặn hạt giống thứ ba của Hàn Quốc, người sau đó vào đến vòng tứ kết. Cùng với Natalia Sánchez và Ana Rendón, cô cũng tham gia vào các phần thi tổ đội. Với 551 điểm của mình từ vòng bảng kết hợp với 643 của Sánchez và 647 của Rendón đội Colombia đã ở vị trí thứ mười sau khi vòng bảng xếp hạng. Ở vòng đầu tiên họ phải đối mặt với đội Nhật Bản, nhưng không thể đánh bại họ. Nhật Bản tiến vào vòng tứ kết với số điểm 206−199.

## Thế vận hội Nam Mỹ 2010
Tại cuộc thi Thế vận hội Nam Mỹ 2010 năm 2010 tại Medellin, Colombia Romero giành 3 huy chương vàng, 2 bạc và 1 huy chương đồng với 30 mét, 50 mét và 70 mét cong.